# Mepleres
Genre
Mepleres est un genre d'insectes psocoptères de la famille des Pseudocaeciliidae. Il contient par synonymie de nombreuses espèces classées auparavant sous le genre Pseudoscottiella.

## Liste d'espèces
Selon  Species File (11 janvier 2021) :
- Mepleres alettae (Smithers, 1996)
- Mepleres avisonus (Turner, 1975)
- Mepleres bifasciatus (Thornton, Lee & Chui, 1972)
- Mepleres circularis (Thornton, Lee & Chui, 1972)
- Mepleres clarkei (Thornton, Lee & Chui, 1972)
- Mepleres cornutus (Lee & New, 1992)
- Mepleres crenulatus (New, 1974)
- Mepleres decolor (Badonnel, 1955)
- Mepleres fasciatus (Smithers & Thornton, 1975)
- Mepleres forcipiformus (Turner & Cheke, 1983)
- Mepleres fuscistigma (Thornton, Lee & Chui, 1972)
- Mepleres gressitti (Thornton, Lee & Chui, 1972)
- Mepleres hollowayi (Smithers & Thornton, 1975)
- Mepleres hyalinus (Badonnel, 1955)
- Mepleres immaculatus (Badonnel, 1955)
- Mepleres indicus (Lee & New, 1992)
- Mepleres insularis (Baz, 1990)
- Mepleres limbatus (Enderlein, 1908)
- Mepleres lomus (Thornton, 1981)
- Mepleres longicellus Li, 2002
- Mepleres longitudinalis Li, 2002
- Mepleres lunai (Badonnel, 1969)
- Mepleres maculatus (Broadhead & Richards, 1982)
- Mepleres medialis (Banks, 1939)
- Mepleres megops (Badonnel, 1946)
- Mepleres morimotoi (Yoshizawa, 1997)
- Mepleres nigroguttatus (Karny, 1925)
- Mepleres ocellatus Li, 2002
- Mepleres oresbius Li, 2002
- Mepleres ornatus Banks, 1942
- Mepleres pallidus (Thornton, Lee & Chui, 1972)
- Mepleres papillosus (Schmidt & Thornton, 1993)
- Mepleres parvicellus Li, 2002
- Mepleres pictus (Badonnel, 1977)
- Mepleres pisiformis (Lee & New, 1992)
- Mepleres plenimacularis Li, 2002
- Mepleres posticus (Thornton, Lee & Chui, 1972)
- Mepleres proboscideus Li, 2002
- Mepleres procurrens Li, 2002
- Mepleres pseudornatus (Thornton, Lee & Chui, 1972)
- Mepleres radialis (Thornton, 1984)
- Mepleres raphalis (Lee & New, 1992)
- Mepleres rotundatus (New, 1974)
- Mepleres sakishimensis (Yoshizawa, 1996)
- Mepleres similis (Lee & New, 1992)
- Mepleres sinicus (Li, 1993)
- Mepleres solenocerus (Lee & New, 1992)
- Mepleres submarginalis Karny, 1932
- Mepleres suella (Thornton, 1984)
- Mepleres suzukii (Okamoto, 1910)
- Mepleres tanei (Smithers, 1977)
- Mepleres transversus (Banks, 1937)
- Mepleres tuberculatus (Badonnel, 1955)
- Mepleres ulterior Li, 2002
- Mepleres unitus Li, 2002
- Mepleres urbanus (Vaughan, Thornton & New, 1991)
- Mepleres venusae (Baz, 1990)
- Mepleres vilus (Lee & New, 1992)
- Mepleres watti (Smithers, 1973)
- Mepleres yeni (New, 1974)
- Mepleres yenoides (Schmidt & Thornton, 1993)
- Mepleres yunnanicus Li, 2002

## Publication originale
- (de) Günther Enderlein, « Die Copeognathenfauna Javas », Zoologische Mededelingen, vol. 9,‎ 1926, p. 50-70 (ISSN 0024-0672, lire en ligne, consulté le 11 janvier 2021).